# Sakpolitikerna
Sakpolitikerna (Sak) är ett lokalt politiskt parti i Kristianstads kommun. 

## Historik
Partiet bildades 1994 som Åhuspartiet (Åå). Mandatet till kommunfullmäktige 2014 fick de i valkretsen Kristianstad Norra-Östra där de fick 2,8 % av rösterna. I mars 2018 beslutade partiet att inte ställa upp i valet 2018. Småpartispärren var en bidragande orsak.
I december 2021 meddelade partiet att man byter namn till Sakpolitikerna (SAK) och att man avser att ställa upp i 2022 års kommunalval i Kristianstads kommun. Man tillkännagav då att man breddar intresseområdet geografiskt till att omfatta hela Kristianstads kommun.

## Valresultat
| År   | Röster | %    | Mandat  |
| ---- | ------ | ---- | ------- |
| 1998 | –      | 3,0  | 2 av 71 |
| 2002 | 680    | 1,54 | 2 av 71 |
| 2006 | 1 246  | 2,69 | 2 av 71 |
| 2010 | 586    | 1,18 | 1 av 71 |
| 2014 | 621    | 1,20 | 1 av 71 |
| 2018 | –      | –    | 0 av 65 |
| 2022 | 392    | 0,73 | 0 av 65 |